# Marie Leontovyčová

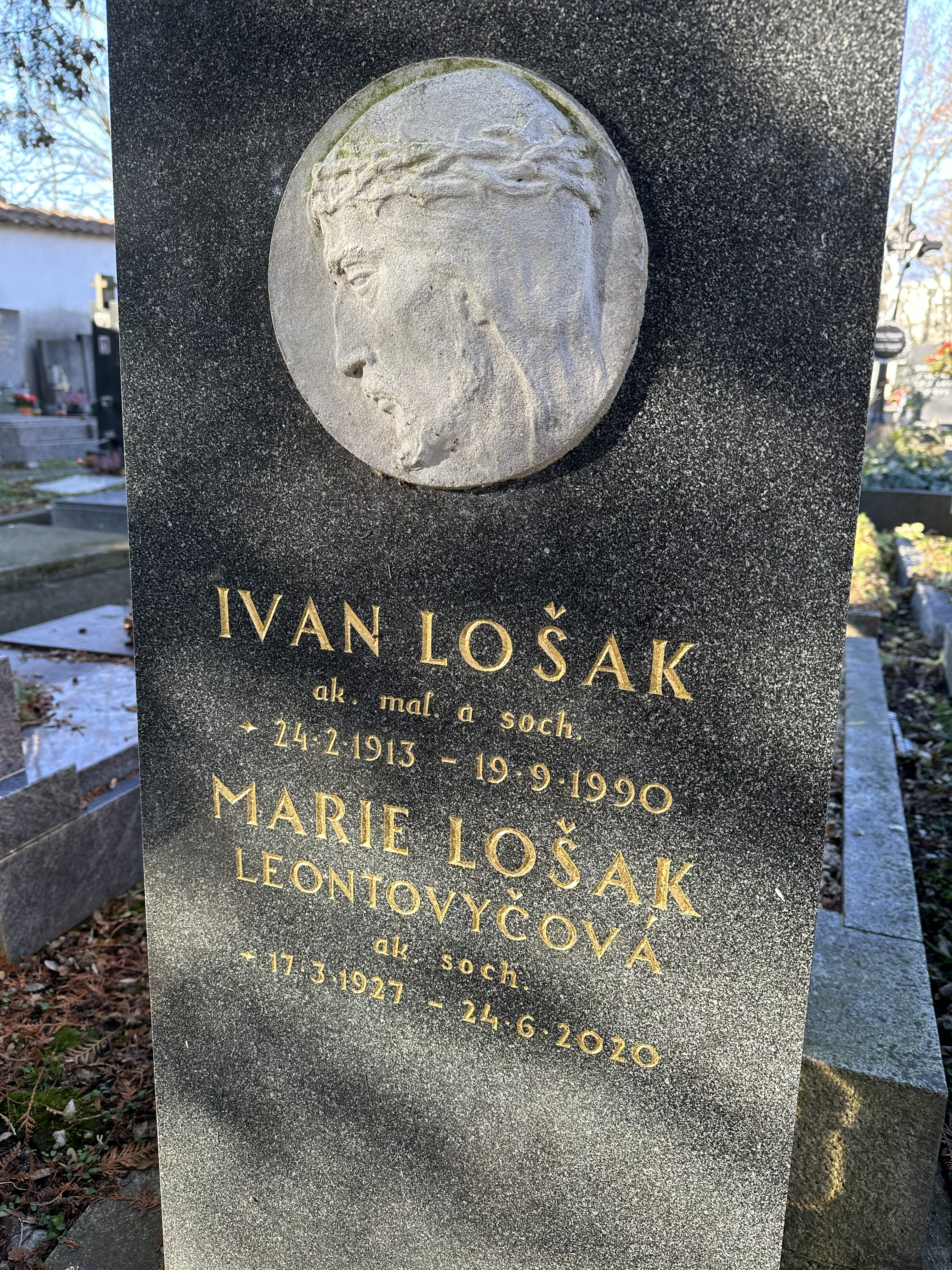
Náhrobek Ivana Lošáka a Marie Leontovyčové-Lošákové na Břevnovském hřbitově v Praze

Marie Leontovyčová-Lošáková (17. března 1927 Praha – 24. června 2020) byla česká ak. sochařka a medailérka a restaurátorka, původem ze západní Ukrajiny (resp. Haliče).
Její manžel Ivan Lošák pocházel z Podkarpatské Rusi, otec Ivan Leontovyč byl stenografem u prezidenta T. G. Masaryka a E. Beneše. V 50. a 60. letech 20. století, kdy nebyla možná „volná“ tvorba, se autorka věnovala plastikám zvířat, inspiraci čerpala u konkrétních zvířat v Zoologické zahradě v Praze. Sochy byly modelovány z hlíny a poté byly jejich pomocí vytvořeny formy ze dřeva, pro výrobu odlitků ze slitin kovů, ze sádry, z cementu a jiných materiálů. V 90. letech se autorka stala členkou Asociace umělců medailérů ČR Praha a členkou výtvarné skupiny Femina. Získala ocenění za tvorbu v oboru figurální plastika. Dcery sochařky jsou Marie Jelínková Ťupová, vedoucí programového oddělení Středočeského muzea v Roztokách u Prahy a o dva roky mladší Ivana Nacherová, konzervátorka kovů stejného muzea. Zemřela 24. 6. 2020. Pochována je spolu se svým manželem na Břevnovském hřbitově v Praze.

## Výstavy
- 2018: hmatová výstava „Viděno rukama“, Středočeském muzeum v Roztokách u Prahy

## Dílo
- Labutě a Skaláry původně před ZŠ 28. října v Příbrami[4]
- Dívka s žábou / mládí v Příbrami u rybníka Hořejší obora, původně ve fontánce zámečku Ernestina, poté v kašně na náměstí T. G. Masaryka
- sochy zvířat s inspirací z Pražské ZOO

## Ocenění
- 1950, 51, 52, 53, 54 cena a čestné uznání AVU
- 1976 čestné uznání za restaurování památek, Galerie hlavního města Prahy
- 1986 čestné uznání za restaurování památek, Galerie hlavního města Prahy

## Galerie

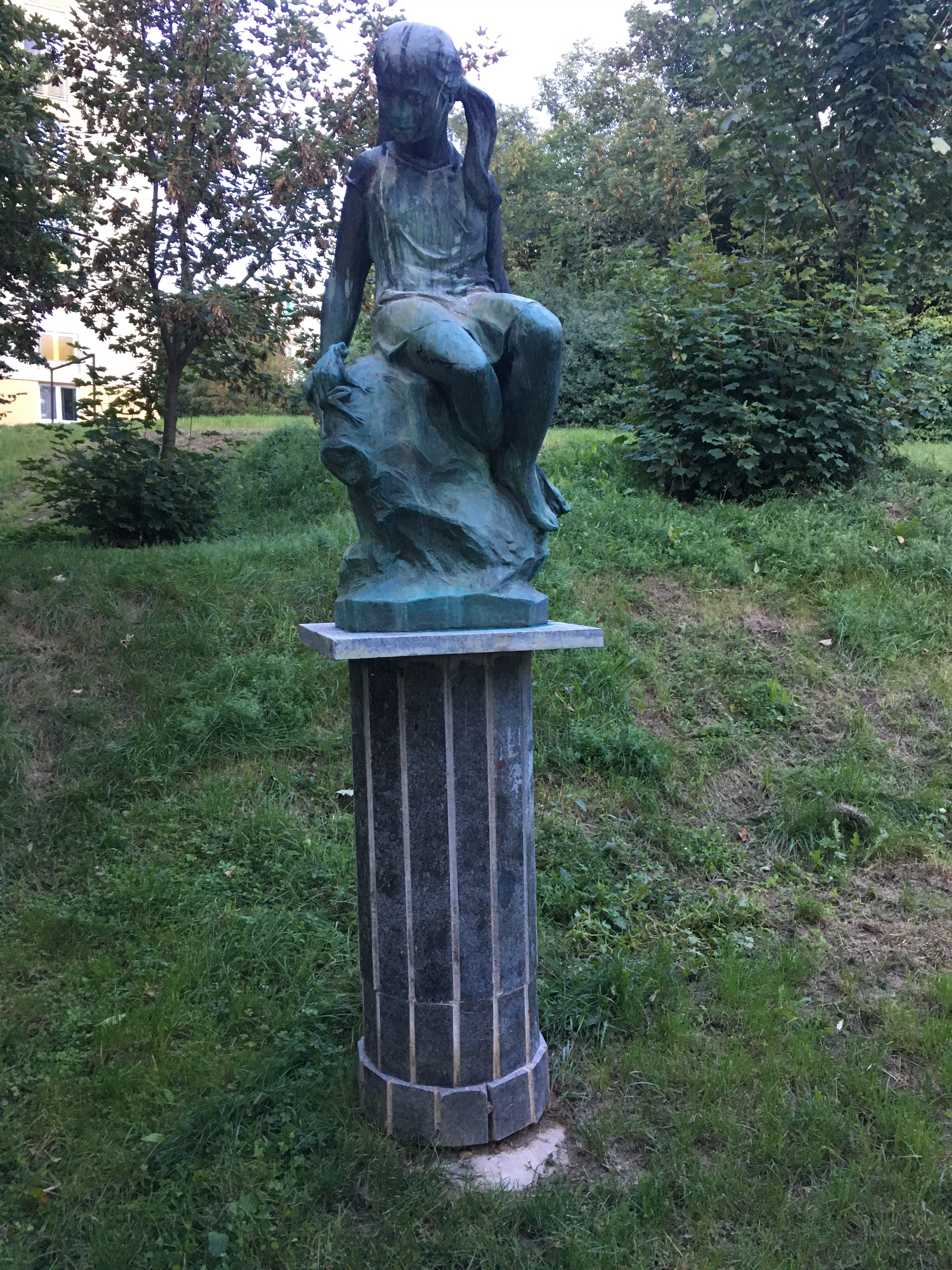
Dívka s žábou v Příbrami